# كمارشة سيد دالاه (شلال ودشتغل)
كمارشة سيد دالاه (بالفارسية: کمرشه سیدیدالله) هي منطقة سكنية تقع في إيران في قسم شلال ودشتغل الريفي. يقدر عدد سكانها بـ 50 نسمة .